# Dekanat Objawienia Pańskiego (eparchia moskiewska miejska)

Dekanat Objawienia Pańskiego oznaczony na mapie eparchii moskiewskiej miejskiej

Dekanat Objawienia Pańskiego – jeden z dekanatów eparchii moskiewskiej miejskiej Rosyjskiego Kościoła Prawosławnego. Należą do niego cerkwie położone w rejonach Basmannyj i Krasnosielskij Moskwy. Został utworzony w 1996. Dziekanem dekanatu jest archimandryta Dionizy (Szyszygin), zaś nadzór nad jego funkcjonowaniem sprawuje z ramienia patriarchy moskiewskiego i całej Rusi jego wikariusz, arcybiskup istriński Arseniusz.

## Cerkwie w dekanacie[2]
- Sobór Objawienia Pańskiego

Cerkiew-baptysterium św. Bazylego Moskiewskiego
- Cerkiew św. Aleksandra Newskiego
- Cerkiew św. Aleksego Człowieka Bożego
- Cerkiew Wprowadzenia Matki Bożej do Świątyni
- Cerkiew św. Włodzimierza
- Cerkiew Podwyższenia Krzyża Pańskiego
- Cerkiew Wniebowstąpienia Pańskiego
- Cerkiew Odnowienia Świątyni Zmartwychwstania Pańskiego w Jerozolimie (nieczynna)
- Cerkiew św. Gabriela Archanioła
  - Cerkiew św. Teodora Stratylatesa
- Cerkiew św. Jakuba
- Cerkiew św. Jerzego
- Kaplica św. Jerzego
- Kaplica Kazańskiej Ikony Matki Bożej
- Cerkiew Ścięcia Głowy św. Jana Chrzciciela
- Cerkiew Świętych Konstantyna i Heleny przy Państwowym Uniwersytecie Rolniczym
- Kaplica św. Kseni Petersburskiej przy Dworcu Leningradzkim
- Kaplica św. Matrony Moskiewskiej przy Dworcu Kurskim
- Kaplica św. Sergiusza z Radoneża przy Dworcu Jarosławskim
- Cerkiew św. Ireny
- Cerkiew Świętych Kosmy i Damiana
- Cerkiew Świętych Flora i Laura
- Cerkiew Świętych Metropolitów Moskiewskich Piotra, Aleksego, Jonasza i Filipa
- Cerkiew św. Nikity
- Cerkiew św. Mikołaja
- Cerkiew św. Mikołaja
- Cerkiew św. Mikołaja
- Cerkiew Świętych Piotra i Pawła
- Cerkiew Opieki Matki Bożej
- Cerkiew Opieki Matki Bożej
- Cerkiew Trzech Świętych Hierarchów
- Cerkiew Trójcy Świętej
- Cerkiew Trójcy Świętej
- Cerkiew Trójcy Świętej w Państwowym Obwodowym Uniwersytecie Pedagogicznym